# A Jigsaw
A Jigsaw é uma banda blues-folk portuguesa, formada em Coimbra, pelo trio: João Rui, Jorri e Susana Ribeiro. O seu som é caracteristicamente multi-instrumentista, podendo-se ouvir uma guitarra e uma harmónica, um banjo e um contra-baixo ou umas castanholas, um bombo tradicional ou um violino.

## Biografia
A inspiração para o nome a Jigsaw vem da música Jigsaw You, dos belgas dEUS; a inspiraçao para a música, de nomes como Johnny Cash, Bob Dylan, Leonard Cohen ou Nick Cave.
A banda surge em 1999 e em 2004, ligada à editora Rewind Music, com o EP From Underskin. Em 2008 com o single "Lion's Eyes Louder", do seu primeiro álbum "Letters From The Boatman", chegam aos tops do A3-30 da Antena 3, sendo convidados para uma actuação ao vivo no programa de comemoração de 14 anos da mesma rádio.. Em 2009 editam o álbum conceptual Like The Wolf. 
Em 2011, lançam o álbum Drunken Sailors & Happy Pirates, atraindo a atenção internacional, ao serem referidos pela revista francesa Les Inrockuptibles, o The Guardian e a Ruta66, de Espanha. Em 2012, tocam no Festival para Gente Sentada ao lado de bandas como Tindersticks.

## Discografia
- 2004- From Underskin EP
- 2007- Letters from the Boatman
- 2009- Like the Wolf
- 2010- Like the Wolf - Uncut
- 2011- Drunken Sailors & Happy Pirates